# Franz Weisser
Franz Weisser (* 7. Juni 1885 in Ottendorf, Bezirk Braunau, Böhmen; † 27. September 1969 in Albingshausen) war ein tschechoslowakischer Abgeordneter der deutschen Minderheit.

## Leben
Weisser stammte aus einer Bauernfamilie. Er besuchte die Volksschule, die Bürgerschule sowie die landwirtschaftliche Fachschule in Braunau. Anschließend war er Landwirt in Ottendorf. Ab 1914 war er als Soldat im Ersten Weltkrieg eingesetzt und geriet 1918 in italienische Kriegsgefangenschaft. 1919 kehrte er nach Böhmen zurück. Hier war er im Deutsch Völkischen Turnverein in Ottendorf sowie im Bund der Landwirte (BdL) aktiv.
1925 wurde er in das Tschechoslowakische Abgeordnetenhaus gewählt. 1929 wurde er vom Bund der Landwirte nicht wieder aufgestellt, stattdessen wurde er zum BdL-Reichsparteibevollmächtigten ernannt. Weisser war Werberedner des BdL und wurde wegen Verstoßes gegen das Gesetz zum Schutze der Republik dreimal verurteilt.
Nach dem Einmarsch deutscher Truppen in das Sudetenland beantragte er am 23. März 1939 die Aufnahme in die NSDAP und wurde rückwirkend zum 1. Dezember 1938 aufgenommen (Mitgliedsnummer 6.492.294). Nach dem Kriegsende 1945 wurde er in die Sowjetische Besatzungszone vertrieben.